# Caprella unica
Caprella unica är en kräftdjursart som beskrevs av Mayer 1903. Caprella unica ingår i släktet Caprella och familjen Caprellidae. Inga underarter finns listade i Catalogue of Life.